# Oppidi-Varano
Oppidi-Varano è una località di Campagna in provincia di Salerno

## Geografia fisica
Situata a 280 metri sul livello del mare, in zona collinare alle pendici dei monti Picentini fra la località Palazza (che la separa da Romandola-Madonna del Ponte, il vallone del fiume Acerra, che la separa da Serradarce, e la collina Colutri, lungo la Strada statale 91 della Valle del Sele; ha 292 abitanti (censimento del 2001).

## Storia
Citata da Melchiorre Guerriero nel 1500, secondo A.V. Rivelli, storico locale, la località era stata un accampamento romano.
Secondo lo storico locale Niccolò De Nigris, il borgo sorse intorno ad una cappella dedicata a Sant'Oronzio, edificio non più esistente. Il borgo è cresciuto con la costruzione di una cappella e, ulteriormente con la costruzione della SS91. A seguito del sisma del 1980, durante alcuni scavi, sono stati rinvenuti reperti di fattura locale con influssi greci ed etruschi.

## Economia
La principale risorsa è la coltivazione e la produzione dell'olio di oliva Colline Salernitane (DOP). Per tale produzione sono presenti nelle vicinanze quattro impianti per la lavorazione delle olive e un centro per l'imbottigliamento dell'olio.